# Laetacara flavilabris
Espèce
Laetacara flavilabris est une espèce de poissons perciformes appartenant à la famille des Cichlidae.